# Прометей (сад)
Промете́й — сад в одноимённом муниципальном округе Калининского района города Санкт-Петербурга. Ограничен проспектом Просвещения и улицами Демьяна Бедного, Натальи Грудининой и Ольги Форш. Территория сада составляет 11,93 га.

## История сада
До начала активной застройки прилегающего района в середине 1970-х гг. территория нынешнего сада оставалась бесхозной, а большую его часть занимало озеро с родниковым питанием, оставшееся от старого русла Муринского ручья. С началом массовой застройки района площадь зеркала водоёма сократилось до 20,9 тыс. м² из-за свалки строительного мусора. В 1990-х гг. акватория озера была очищена, а прилегающая к нему территория рекультивирована и благоустроена.
25 октября 2004 г. епископ Архангельский и Холмогорский Тихон заложил на территории сада деревянный храм во имя преподобного Антония Сийского, с 2005 г. в храме регулярно проходят богослужения. 
15 мая 2015 г. в саду после длительной реставрации была установлена скульптурная композиция «Похищение огня» (он же «Летящий Прометей»), которая ранее в 1982 — 2012 гг. находилась напротив снесённого ныне кинотеатра «Прометей» на проспекте Просвещения. Были также проведены работы по дальнейшему благоустройству сада. Весной 2017 г. в саду на площади свыше 1,7 тыс. м² были разбиты 3D-цветники с почти 120 тыс. саженцев.
В ноябре 2019 г. саду присвоено нынешнее официальное название — сад «Прометей».
В октябре 2020 года в саду была заложена аллея в память врачей, медсестёр, фельдшеров, санитаров и других сотрудников, которые помогали пациентам с COVID-19 во время пандемии.